# Rów Wlenia (geografia)
Rów Wlenia – mikroregion położony w południowo-zachodniej części mezoregionu Pogórze Kaczawskie, rozciągający się w kierunku równoleżnikowym od doliny Bobru w rejonie Wlenia na zachodzie, po dolinę Kaczawy w rejonie Świerzawy na wschodzie. Znajduje się na wschód i północny wschód od Wlenia. Według podziału fizycznogeograficznego Jerzego Kondrackiego, stanowi południową część Wysoczyzny Ostrzycy i Działu Jastrzębnickiego.
Od północy graniczy z Wysoczyzną Ostrzycy i Działem Jastrzębnickim, od południa z Górami Kaczawskimi, od zachodu z Pogórzem Izerskim, a od wschodu z Pogórzem Wojcieszowskim.
Podłoże zbudowane jest w części południowej ze skał metamorficznych metamorfiku kaczawskiego – (kambryjskich, ordowickich i sylurskich) fyllitów, łupków, zieleńców i łupków zieleńcowych, a w części północnej ze skał osadowych i wulkanicznych niecki północnosudeckiej (rowu Świerzawy). Są to górnokarbońskie, szare zlepieńce, piaskowce, mułowce i łupki oraz dolnopermskie (czerwony spągowiec), przeważnie czerwone, piaskowce, zlepieńce, mułowce oraz porfiry, melafiry i ich tufy.
Krajobraz jest pagórkowaty, poprzecinany dolinami rzek i potoków, częściowo zalesiony.
Zachodnia część obszaru leży w dorzeczu Bobru, środkowa – Skorej, dopływu Czarnej Wody, a przez nią Kaczawy, wschodnia – Kaczawy.
W literaturze geologicznej występuje jednostka geologiczna o nazwie rów Wlenia, znajdująca się na południowy zachód od opisywanego mikroregionu. Obejmuje ona fragmenty Pogórza Izerskiego oraz Gór Kaczawskich.

## Miejscowości
Najważniejszymi miejscowościami Rowu Wlenia są: Bełczyna, Bystrzyca, Lubiechowa, Rząśnik, Sędziszowa, Świerzawa i Wleń.